# Феномен (фільм, 1985)
«Феномен» (італ. Phenomena) — італійський фільм-трилер 1985 року режисера Даріо Ардженто. Оповідає про школярку Дженніфер, яка має незвичайний дар спілкування з комахами. Приїхавши до приватної школи, вона випадково стає свідком убивства, яке її дар допомагає розкрити.

## Сюжет
Серед Альп дівчина-туристка запізнюється на автобус і в пошуках місця для ночівлі заходить в чийсь будинок. Там щось зривається з ланцюга та нападає на неї. Воно ранить дівчину ножицями та переслідує до водоспаду, де заганяє в глухий кут і відрізає голову.
За кілька місяців ентомолог Джон МакГрегор пояснює поліцейським, що знайшли голову, в який час сталося вбивство. Він з'ясовує, що вбивство відбулося 8 місяців тому, що видно за личинками мух у мертвій плоті. Ентомолог припускає — це чергова жертва невідомого вбивці. Позаяк у Джона паралізовані ноги, він натренував домашню шимпанзе Інгу виконувати накази. Під час візиту поліції мавпа без дозволу бере скальпель, за що хазяїн сварить її.
До приватної школи-інтернату Ріхарда Вагнера Фрау Брукнер привозить дівчину Дженніфер Корвіно. Дорогою в автомобіль залітає бджола, що ледь не призводить до аварії, проте комаха не жалить Дженніфер. Сувора директорка поселяє її в кімнаті з Софі, фанаткою батька Дженніфер — актора Пола Карбіно. Вночі в Дженніфер стається приступ лунатизму — без тями вона виходить з кімнати й опиняється на даху. Вона стає свідком вбивства школярки та падає на землю. Її збиває авто з групою молодиків. Не розуміючи що відбувається, дівчина викидається з авто та опиняється біля будинку МакГрегора.
Джон оглядає Дженніфер і помічає її незвичайну рису — комахи дружньо ставляться до дівчини. Він згадує свою зниклу секретарку Гретту, схожу на Дженніфер, і та здогадується, що Гретту вбили.
Директорка наказує зробити Дженніфер енцефолограму. Під час обстеження вона згадує події минулої ночі та безуспішно намагається додзвонитися до знайомих. Дженніфер просить Софі наглядати за нею вночі. Коли темніє, на подвір'я приходить хлопець Софі і та сама покидає школу. Дженніфер знову встає з ліжка та чує крик подруги. Ідучи за світляком, вона знаходить труп Софі та рукавичку вірогідного вбивці, в якій повзають личинки мух. Дженніфер розповідає про побачене МакГрегору, той вважає, що може допомогти в розслідуванні. Тим часом директорка й інші школярки вважають її божевільною і насміхаються з неї. У відповідь та мимовільно прикликає рій мух. Директорка відправляє її на обстеження до психіатричної лікарні. Коли медсестра засинає, дівчина користується цим, щоби втекти до МакГрегора. Той дає їй муху та дає завдання попросити комаху привести Дженніфер до місця, де лежить тіло першої жертви загадкового вбивці.
Муха приводить Дженніфер до покинутого будинку, який потім обшукує інспектор Гейгер. Вночі хтось вбиває ентомолога, його мавпа чіпляється за автомобіль убивці, але не може його затримати. Гейгер цікавиться пацієнтами місцевої божевільні та дізнається про чоловіка, що потрапив туди 15 років тому. Дженніфер просить юриста свого батька, Морріса, приїхати та забрати її. Брукнер лишає її переночувати вдома і дає Дженніфер таблетки, запевняючи, що та хвора. Також вона попереджає, що має сина, якому не можна бачити свого відображення, тому всі дзеркала в будинку завішені. Дженніфер ковтає таблетку та розуміє, що це була отрута. Проблювавшись, вона намагається втекти, але Фрау приголомшує її ударом по голові. Гейгер саме навідується до її будинку та нагадує, що 15 років тому Фрау зґвалтував божевільний, що тепер перебуває в лікарні. Йому здається підозрілим, що вона в'їхала до цього будинку після вбивства 8 місяців тому, і тоді Фрау нападає на інспектора.
Дженніфер тим часом знаходить прохід, який веде до підземелля під будинком. Там вона знаходить ув'язненого Гейгера і падає в яму з людськими рештками та личинками. Гейгер ламає собі палець, щоб звільнитися від кайданів, і задушує Фрау. Дженніфер тікає та натрапляє на хлопчика, який виявляється божевільним потворним карликом, який і був убивцею. Налякана, вона тікає до озера, де сідає в човен, але озброєний карлик переслідує її. На допомогу прилітає рій комах, карлик падає у воду й тоне.
Мотор човна загорається, Дженніфер стрибає в озеро, де досі живий карлик намагається добити її, але потрапляє в полум'я, де гине остаточно. На березі її зустрічає Морріс, та вціліла Фрау зрубує йому голову. Мавпа хапає скальпель і численними порізами вбиває Брукнер. Дженніфер обіймає шимпанзе.

## У ролях
| Актор              | Роль                     |
| ------------------ | ------------------------ |
| Дженніфер Коннеллі | Дженніфер Корвіно        |
| Дарія Ніколоді     | Фрау Брукнер             |
| Фіоре Ардженто     | Вера Брант               |
| Федеріка Мастрояні | Софі                     |
| Фіоренцо Тессарі   | Гізела Сулзер            |
| Даліла Ді Ладзаро  | директорка               |
| Патрік Бошо        | інспектор Рудольф Гейгер |
| Дональд Плезенс    | професор Джон МакГрегор  |
| Альберто Кракко    | касир банку              |
| Каспар Каппароні   | Карл                     |

## Вплив
«Феномен» став основою для японської відеогри Clock Tower, де протагоністкою також є дівчина Дженніфер, заснована на образі Дженніфер Корвіно, що опиняється в маєтку, де на неї та подруг полює потворний карлик з ножицями і власниця маєтку.